# Descartes-féle koordináta-rendszer

Bal- és jobbsodrású háromdimenziós derékszögű koordináta-rendszerek. Balra a balfogású, jobbra a jobbfogású látható

A Descartes-féle koordináta-rendszer avagy Descartes-féle derékszögű koordináta-rendszer, vagy pedig egyszerűen csak derékszögű koordináta-rendszer René Descartes francia matematikus nevét viseli, aki először használta. Két, illetve három dimenzióban a leggyakrabban használt koordináta-rendszer, mivel sok geometriai tény átláthatóan írható le.
Apollóniosz a Kónika 4. definíciójában párhuzamosokról van szó, melyeket rendezetten húznak egy kúpszelet átmérőjéhez. Görögül a rendezett tetagmenosz, amit latinul az ordinatim szóval adtak vissza. Ebből származik az ordináta szó. Az abszcissza és az ordináta szavak első ismert használatát  Gottfried Wilhelm Leibniz 1676 augusztus 27-én Henry Oldenburghoz írt levelében találhatjuk.

## Síkban

Jobbsodrású Descartes-féle koordináta-rendszerrel koordinátázott sík illusztrációja. Az illusztráció négy pontot mutat koordinátáikkal együtt: (2, 3) zölddel, (−3, 1) pirossal, (−1.5, −2.5) kékkel, az origó (0, 0) pedig lilával

A két tengely ortogonális, azaz egymást derékszögben metszi. A koordinátavonalak egymástól egyenlő távolságra levő egyenesek. Két, illetve magasabb dimenziókban a tengelyek egymáshoz viszonyított irányítása kétféle lehet: jobb, illetve balsodrású. A matematikában jobbsodrású koordináta-rendszert használnak. Az első tengely az abszcissza, a második az ordináta. Rendszerint az abszcisszát vízszintesnek, az ordinátát függőlegesnek ábrázolják. A koordinátákat általában x-szel, illetve y-nal jelölik; ekkor az abszcissza az x-tengely, az ordináta az y-tengely. Egy pont első koordinátája a pont abszcisszája, a második a pont ordinátája. Az összetartozó elnevezések úgy jegyezhetők meg, hogy az a előrébb van az ábécében, mint az o; ahogy az x előrébb van, mint az y. Az előrébb levő betűhöz az előrébb levő betű tartozik.
Egy pont koordinátáit vessző vagy a tizedesvesszőtől való megkülönböztetés érdekében pontosvessző választja el egymástól. Tehát {\displaystyle P=(x,y)} vagy {\displaystyle P=(x;y)}. Az origó az a pont, ahol a két tengely metszi egymást, és rendszerint {\displaystyle O} jelöli, tehát ez az {\displaystyle O=(0;0)} pont. Az origó elnevezés latin eredetű, jelentése eredet, származás.
A geodéziában balsodrású koordináta-rendszert használnak, tehát a jobbsodrású koordináta-rendszerhez képest felcserélik a tengelyeket. A geodéziában gyakran kerülik a negatív koordináta-rendszert; ekkor az origót délnyugat felé tolják el, a vizsgált területen kívülre. Balsodrású koordináta-rendszert használnak a közgazdaságtanban, ahol a független mennyiséget a függőleges, a függő mennyiséget a vízszintes tengelyre mérik fel. A számítógépes grafikában is balsodrású koordináta-rendszert használnak, a képernyő bal felső pontjával mint origóval és lefelé mutató függőleges tengellyel.

## Magasabb dimenziókban

Jobbsodrású háromdimenziós Descartes-féle koordináta-rendszer, az O origóval és az X, Y és Z tengelyekkel, melyek iránxyítását nyilak jelzik. A tengelyeken az apró pöttyök egységnyi távolságokat jeleznek. A feketével jelölt pont koordinátái x = 2, y = 3, és z = 4, azaz ez a (2, 3, 4) pont

Három dimenzióban van egy harmadik tengely is, az applikáta (a földrajzban: kóta). A harmadik koordinátát általában z jelöli; ekkor az applikáta a z-tengely. A koordinátasíkok a teret nyolc részre osztják; ezek a térnyolcadok. Grafikusan ábrázolva a pontok pontfelhőt alkotnak. 
A geodézia három dimenzióban is balsodrású koordináta-rendszert használ, úgy, hogy a z-tengely változatlan marad, és az x- és az y-tengely fel van cserélve.
A matematikában a Descartes-féle koordináta-rendszert magasabb dimenziókra is kiterjesztik. Például a negyedik tengely a w-tengely, és az általa meghatározott két irány az ana (fel) és a kata (le).

## Alkalmazások
A számítógépes grafikában az ipari szabvány a jobbsodrású háromdimenziós XYZ koordináta-rendszer, ahol x jobbra, y felfelé és z kifelé mutat. Ennek nem minden grafikus szoftver tesz eleget. Például a Maya és az OpenGL koordináta-rendszere jobbsodrású, míg a  DirectX, pbrt és PRMan koordináta-rendszere balsodrású. A koordináta-rendszer irányítása döntő fontosságú, amikor vektoriális szorzatról, illetve forgatásról van szó.
A fizikában a vízszintes tengelyen gyakran az időt mérik, melynek jele t, így a vízszintes tengely a t-tengely. A függőleges tengely reprezentálja az időben változó mennyiséget, például a megtett utat, a sebességet vagy a gyorsulást. A függőleges tengely elnevezését is ezek jele határozza meg, így hely esetén s, sebesség esetén v, gyorsulás esetén a a jelölése. 
Három dimenzióban ábrázolhatók kétdimenziós statisztikai eloszlások, ahol a magasságtengelyen a valószínűséget vagy a sűrűséget ábrázolják. 
A térbeli derékszögű koordináta-rendszer leggyakoribb alkalmazása a térbeli leírás, például mérések, szerkesztések esetén, vagy a navigációban. A navigációban egy objektum helyét GPS-szel határozzák meg. Erre alapozva az objektumok helyét szögméréssel határozza meg. A földfelszínhez kötött koordináta-rendszerek csak közelítőleg derékszögű koordináta-rendszerek, mivel valójában gömbi koordinátákról van szó. Kis távolságokon a hiba elhanyagolható; ha akkora távolságokról lenne szó, ahol ez már zavaró lenne, ott a gömbi koordináta-rendszert választják.

## Szintetikus geometria
A szintetikus geometriában a síkbeli Descartes-féle koordináta-rendszert általánosítják: ott egy {\displaystyle (O,E_{1},E_{2})} affin koordináta-rendszer Descartes-féle, ha az {\displaystyle E_{1},E_{2}}  egységpontok egy {\displaystyle O} középpontú négyzet szomszédos csúcsai. Lásd még: Preeuklideszi sík.

## Geodézia
A geodéziában használt derékszögű koordináta-rendszerek balfogásúak, azaz az x-tengelyt (a főtengelyt) az óramutató járása szerinti 100 gonos (derékszögű) forgatás viszi át az y-tengelybe. A geodéziában az óramutató járása szerinti forgásirány a pozitív, nem úgy, mint a matematikában.
A matematikában szokásos koordináta-rendszerekhez képest az x és az y tengely fel van cserélve; azaz az x-tengely felfelé, az y-tengely jobbra mutat. Térképen az x-tengely észak, az y-tengely kelet felé mutat.
A koordináta-rendszerben az x-tengely az abszcissza, az y-tengely az ordináta és a z-tengely az applikáta, ami a magasságot méri. Ha szükség van rá, akkor külön határozzák meg, hogy ne kelljen háromdimenziós számításokat végezni. A három dimenziós koordináta-rendszert azonban egyre gyakrabban igénylik különféle alkalmazások, mint például az űrholdak pozicionálása.

## Forrás
- Bertold Witte, Peter Sparla. Vermessungskunde und Grundlagen der Statistik für das Bauwesen, 7., Berlin: Wichmann (2011)

## Fordítás
Ez a szócikk részben vagy egészben  a   Kartesisches Koordinatensystem című német Wikipédia-szócikk fordításán alapul.  Az eredeti cikk szerkesztőit annak laptörténete sorolja fel. Ez a jelzés csupán a megfogalmazás eredetét és a szerzői jogokat jelzi, nem szolgál a cikkben szereplő információk forrásmegjelöléseként.